# Route nationale 329
Pour les articles homonymes, voir Route 329.
La route nationale 329, ou RN 329, était une route nationale française reliant Beaumont-sur-Oise à Clermont-en-Beauvaisis et Brunvillers-la-Motte à Albert. Entre Clermont-en-Beauvaisis et Brunvillers-la-Motte, la RN 329 était en tronc commun avec les  RN 16 et RN 38.
À la suite de la réforme de 1972, elle a été déclassée en RD 929 sauf dans la Somme où elle est devenue la RD 329, la désignation RD 929 ayant été affectée à l'ancienne RN 29.
En 2006, la RD 329 a vu son parcours modifié entre Bray-sur-Somme et Méaulte afin d'allonger la piste de l'aéroport Albert-Picardie (opération liée à la construction d'Airbus à Méaulte).

## Ancien tracé de Beaumont-sur-Oise à Albert

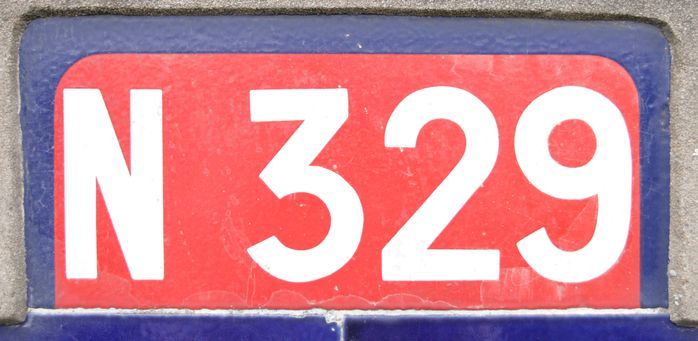

### Ancien tracé de Beaumont-sur-Oise à Clermont-en-Beauvaisis (D 929)
- Beaumont-sur-Oise D 929 (km 0)
- Persan (km 1)
- Le Mesnil-en-Thelle (km 2)
- Neuilly-en-Thelle (km 8)
- Ercuis (km 10)
- Cires-lès-Mello (km 15)
- Balagny-sur-Thérain (km 19)
- Mouy (km 22)
- Angy (km 23)
- Clermont-en-Beauvaisis D 929 (km 32)

### Ancien tracé de Brunvillers-la-Motte à Rosières-en-Santerre (D 929 & D 329)
- Brunvillers-la-Motte D 929 (km 53)
- Crèvecœur-le-Petit (km 57)
- Ferrières D 929 (km 59)
- Royaucourt D 329 (km 62)
- Ayencourt (km 64)
- Montdidier (km 67)
- Guerbigny (km 77)
- Bouchoir (km 82)
- Folies (km 84)
- Warvillers (km 86)
- Vrély (km 88)
- Rosières-en-Santerre D 329 (km 90)

### Ancien tracé de Rosières-en-Santerre à Albert (D 329)
- Rosières-en-Santerre D 329 (km 90)
- Vauvillers (km 94)
- Framerville, commune de Framerville-Rainecourt (km 96)
- La Râperie, commune de Proyart (km 98)
- Proyart (km 99)
- La Neuville-lès-Bray (km 105)
- Bray-sur-Somme (km 106)
- Méaulte (km 112)
- Albert D 329 (km 115)